# Ælle van Sussex

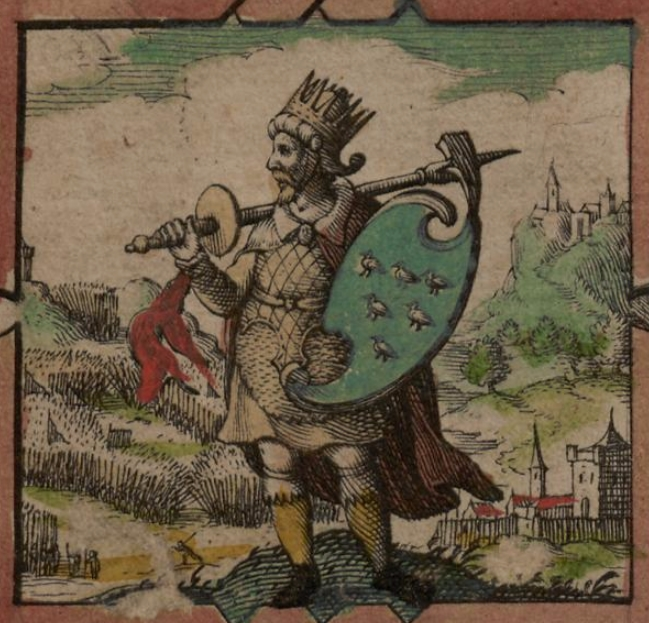
Aelle zoals John Speed hem zich in 1611 voorstelde

Ælle van Sussex, ook Aelle of Ella was een Angelsaksische leider uit het eind van de vijfde eeuw, en wordt traditioneel beschouwd als de eerste koning van de Zuid-Saksen en de eerste Bretwalda. Hij zou geregeerd hebben van 477 tot een onbekende datum ergens tussen 491 en 514.
Van hem wordt gezegd dat hij aan de zuidkust van Engeland landde en het fort van Anderida (Pevensey) veroverde. Verdere gegevens over Aelle zijn er weinig, zoals overigens algemeen het geval is met de Angelsaksen van voor het laatste deel van de zesde eeuw.